# Mistrzostwa Świata we Wspinaczce Sportowej 2019 – łączna mężczyzn
Wspinaczka łączna – jedna z ekstremalnych konkurencji sportowych rozgrywana  przez mężczyzn na 16. Mistrzostwach Świata we Wspinaczce Sportowej w ramach wspinaczki sportowej podczas mistrzostw świata w Esforta Arena w japońskim mieście Hachiōji w dniach 19–21 sierpnia 2019. Konkurencję mężczyzn wygrał Japończyk Tomoa Narasaki zdobywając Mistrzostwo Świata, srebrny medal zdobył Austriak Jakob Schubert (nie obronił złotego medalu z MŚ 2018), a brązowy Kazach Riszat Chajbullin.

## Kwalifikacje do Letnich Igrzysk Olimpijskich 2020
Zawody, wspinaczka łączna – rozgrywana jako jedna z konkurencji sportowych dyscypliny w ramach wspinaczki sportowej podczas Mistrzostw świata 2019 była jedną z kwalifikacji na igrzyska olimpijskie w Tokio (2020). Siedmiu najlepszych zawodników automatycznie uzyskało kwalifikacje do letnich igrzysk olimpijskich 2020  (max awans mogło uzyskać tylko dwóch wspinaczy z jednego kraju). Sean McColl zdołał się zakwalifikować do IO 2020 z 10 miejsca w klasyfikacji, ponieważ był tym siódmym szczęśliwym wspinaczem z tej edycji mistrzostw świata.
| Awans do Letnich IO (Tokio 2020) uzyskali | Awans do Letnich IO (Tokio 2020) uzyskali | Awans do Letnich IO (Tokio 2020) uzyskali |
| ----------------------------------------- | ----------------------------------------- | ----------------------------------------- |
| Lp.                                       | Państwo                                   | Zawodnik                                  |
| 1.                                        | Japonia                                   | Tomoa Narasaki                            |
| 2.                                        | Austria                                   | Jakob Schubert                            |
| 3.                                        | Kazachstan                                | Riszat Chajbullin                         |
| 4.                                        | Francja                                   | Mickael Mawem                             |
| 5.                                        | Niemcy                                    | Alexander Megos                           |
| 6.                                        | Włochy                                    | Ludovico Fossali                          |
| 7.                                        | Kanada                                    | Sean McColl                               |
| 8.                                        | Japonia                                   | *                                         |

- * – miejsca zarezerwowane dla zawodniczki, będące w dyspozycji gospodarza IO 2020.

## Uczestnicy
Do zawodów zgłoszonych zostało 83 wspinaczy sportowych. Polskę reprezentował Marcin Dzieński, który zajął 49 miejsce, uzyskał 49 572,00 pkt obliczonych metodą iloczynu końcowych miejsc z rozegranych 3 konkurencji w ramach wspinaczki łącznej.

## Medaliści
| Złoto                    | Srebro                   | Brąz                           |
| Japonia · Tomoa Narasaki | Austria · Jakob Schubert | Kazachstan · Riszat Chajbullin |

## Wyniki
Zasady obliczania wyników i ustalania kolejności miejsc
W zawodach łącznej wspinaczki sportowej od Mistrzostwach świata 2018 punktacja opiera się na formule mnożenia. Punkty są przyznawane poprzez obliczenie iloczynu trzech końcowych miejsc uzyskanych w każdej konkurencji w ramach dyscypliny. Japoński wspinacz Tomoa Narasaki kończący poszczególne konkurencje wspinaczki łącznej; na pierwszym (B), drugim (P) i drugim miejscu (C) otrzymał w ten sposób 4,00 punktów (ponieważ; W = B x P x C ⇒ Im = 1 x 2 x 2 ), dlatego zawody wygrał ten zawodnik o najmniejszym iloczynie liczbowym miejsc.

### Kwalifikacje do fazy finałowej
83 zawodników wystartowało w eliminacjach mistrzostw świata, do fazy finałowej kwalifikowało się 20 wspinaczy, a do ścisłego finału ośmiu zawodników z najlepszymi wynikami, którzy rywalizowali o medale. 
Ostatnim zawodnikiem, który zakwalifikował się do fazy finałowej na 20 miejscu był Włoch Michael Piccolruaz, który w drugiej rundzie eliminacji (fazy finałowej) zajął ostatecznie 14 miejsce w klasyfikacji końcowej wspinaczki łącznej ale to miejsce zapewniło mu kwalifikację olimpijską dzięki tzw "dzikiej karcie" na IO 2020 w Tokio.
 
Drugą rundę kwalifikacji zdecydowanie wygrał Niemiec Alexander Megos, który w fazie ścisłego finału  
(rundzie medalowej) zajął ostatnie miejsce i został sklasyfikowany na 8 pozycji mistrzostw świata, ale to miejsce też zagwarantowało mu awans na igrzyska olimpijskie.
Legenda
| FF | Faza finałowa |   | Iloczyn miejsc | ⇔ | (B) x (P) x (C) |
| B  | Bouldering    | P | Prowadzenie    | C | czas            |

| Kwalifikacje do fazy finałowej wspinaczki łącznej mężczyzn – wyniki | Kwalifikacje do fazy finałowej wspinaczki łącznej mężczyzn – wyniki | Kwalifikacje do fazy finałowej wspinaczki łącznej mężczyzn – wyniki | Kwalifikacje do fazy finałowej wspinaczki łącznej mężczyzn – wyniki | Kwalifikacje do fazy finałowej wspinaczki łącznej mężczyzn – wyniki | Kwalifikacje do fazy finałowej wspinaczki łącznej mężczyzn – wyniki | Kwalifikacje do fazy finałowej wspinaczki łącznej mężczyzn – wyniki | Kwalifikacje do fazy finałowej wspinaczki łącznej mężczyzn – wyniki | Kwalifikacje do fazy finałowej wspinaczki łącznej mężczyzn – wyniki | Kwalifikacje do fazy finałowej wspinaczki łącznej mężczyzn – wyniki |
| ------------------------------------------------------------------- | ------------------------------------------------------------------- | ------------------------------------------------------------------- | ------------------------------------------------------------------- | ------------------------------------------------------------------- | ------------------------------------------------------------------- | ------------------------------------------------------------------- | ------------------------------------------------------------------- | ------------------------------------------------------------------- | ------------------------------------------------------------------- |
| Miejsce                                                             | Zawodnik                                                            | Państwo                                                             | Iloczyn miejsc                                                      | Bouldering (B)                                                      | Bouldering (B)                                                      | Prowadzenie (P)                                                     | Prowadzenie (P)                                                     | Czas (C)                                                            | Czas (C)                                                            |
| Miejsce                                                             | Zawodnik                                                            | Państwo                                                             | Iloczyn miejsc                                                      | Miejsce                                                             | Bonus                                                               | Miejsce                                                             | R (Holds)                                                           | Miejsce                                                             | Czas                                                                |
|                                                                     |                                                                     |                                                                     |                                                                     |                                                                     |                                                                     |                                                                     |                                                                     |                                                                     |                                                                     |
| Awans do fazy ścisłego finału (wyniki 2. rundy)                     |                                                                     |                                                                     |                                                                     |                                                                     |                                                                     |                                                                     |                                                                     |                                                                     |                                                                     |
| 1                                                                   | Alexander Megos                                                     | Niemcy                                                              | 17,00                                                               | 1                                                                   | 4T4z 1 1                                                            | 1                                                                   | 37+                                                                 | 17                                                                  | 8,295                                                               |
| 2                                                                   | Jakob Schubert                                                      | Austria                                                             | 60,00                                                               | 2                                                                   | 3T4z 4 8                                                            | 2                                                                   | 36                                                                  | 15                                                                  | 7,385                                                               |
| 3                                                                   | Tomoa Narasaki                                                      | Japonia                                                             | 112,00                                                              | 4                                                                   | 3T4z 11 6                                                           | 7                                                                   | 31+                                                                 | 4                                                                   | 6,352                                                               |
| 4                                                                   | Kokoro Fujii                                                        | Japonia                                                             | 175,00                                                              | 7                                                                   | 2T4z 3 1                                                            | 5                                                                   | 32+                                                                 | 5                                                                   | 6,531                                                               |
| 5                                                                   | Kai Harada                                                          | Japonia                                                             | 234,00                                                              | 3                                                                   | 3T4z 4 9                                                            | 13                                                                  | 30                                                                  | 6                                                                   | 6,634                                                               |
| 6                                                                   | Riszat Chajbullin                                                   | Kazachstan                                                          | 272,00                                                              | 17                                                                  | 1T1z 4 3                                                            | 16                                                                  | 27+                                                                 | 1                                                                   | 5,863                                                               |
| 7                                                                   | Meichi Narasaki                                                     | Japonia                                                             | 400,00                                                              | 5                                                                   | 3T4z 11 8                                                           | 10                                                                  | 31                                                                  | 8                                                                   | 6,776                                                               |
| 8                                                                   | Mickael Mawem                                                       | Francja                                                             | 432,00                                                              | 8                                                                   | 2T3z 2 4                                                            | 18                                                                  | 23+                                                                 | 3                                                                   | 6,250                                                               |

### Faza finałowa
W fazie ścisłego finału wystąpiło 8 zawodników, a zawodnicy rywalizowali "od początku", ponieważ dotychczasowe miejsca (również wyniki) nie były już uwzględniane w końcowej klasyfikacji.

### Klasyfikacja końcowa
Legenda
|  | Wyniki pierwszej rundy kw. |  | Wyniki drugiej runda kw. | FF | Wyniki Fazy finałowej |

| Klasyfikacja końcowa łącznej wspinaczki sportowej – mężczyzn                            | Klasyfikacja końcowa łącznej wspinaczki sportowej – mężczyzn | Klasyfikacja końcowa łącznej wspinaczki sportowej – mężczyzn | Klasyfikacja końcowa łącznej wspinaczki sportowej – mężczyzn | Klasyfikacja końcowa łącznej wspinaczki sportowej – mężczyzn | Klasyfikacja końcowa łącznej wspinaczki sportowej – mężczyzn | Klasyfikacja końcowa łącznej wspinaczki sportowej – mężczyzn | Klasyfikacja końcowa łącznej wspinaczki sportowej – mężczyzn | Klasyfikacja końcowa łącznej wspinaczki sportowej – mężczyzn | Klasyfikacja końcowa łącznej wspinaczki sportowej – mężczyzn |
| --------------------------------------------------------------------------------------- | ------------------------------------------------------------ | ------------------------------------------------------------ | ------------------------------------------------------------ | ------------------------------------------------------------ | ------------------------------------------------------------ | ------------------------------------------------------------ | ------------------------------------------------------------ | ------------------------------------------------------------ | ------------------------------------------------------------ |
| Miejsce                                                                                 | Zawodnik                                                     | Państwo                                                      | Iloczyn miejsc                                               | Bouldering (B)                                               | Bouldering (B)                                               | Prowadzenie (P)                                              | Prowadzenie (P)                                              | czas (S)                                                     | czas (S)                                                     |
| Miejsce                                                                                 | Zawodnik                                                     | Państwo                                                      | Iloczyn miejsc                                               | Miejsce                                                      | Bonus                                                        | Miejsce                                                      | R (Holds)                                                    | Miejsce                                                      | Czas                                                         |
|                                                                                         |                                                              |                                                              |                                                              |                                                              |                                                              |                                                              |                                                              |                                                              |                                                              |
| Faza ścisłego finału (wyniki)                                                           |                                                              |                                                              |                                                              |                                                              |                                                              |                                                              |                                                              |                                                              |                                                              |
| 01 !                                                                                    | Tomoa Narasaki                                               | Japonia                                                      | 4,00                                                         | 1                                                            | 3T3z 4 3                                                     | 2                                                            | 30                                                           | 2                                                            | u                                                            |
| 02 !                                                                                    | Jakob Schubert                                               | Austria                                                      | 35,00                                                        | 5                                                            | 0T3z 0 6                                                     | 1                                                            | TOP                                                          | 7                                                            | 7,208                                                        |
| 03 !                                                                                    | Riszat Chajbullin                                            | Kazachstan                                                   | 40,00                                                        | 8                                                            | 0T1z 0 2                                                     | 5                                                            | 22                                                           | 1                                                            | 5,915                                                        |
| 4                                                                                       | Kai Harada                                                   | Japonia                                                      | 64,00                                                        | 6                                                            | 0T2z 0 6                                                     | 3                                                            | 30                                                           | 3                                                            | 6,348                                                        |
| 5                                                                                       | Meichi Narasaki                                              | Japonia                                                      | 60,00                                                        | 1                                                            | 1T3z 1 4                                                     | 6                                                            | 21                                                           | 5                                                            | 6,689                                                        |
| 6                                                                                       | Kokoro Fujii                                                 | Japonia                                                      | 72,00                                                        | 3                                                            | 1T3z 2 6                                                     | 4                                                            | 29+                                                          | 6                                                            | 9,438                                                        |
| 7                                                                                       | Mickael Mawem                                                | Francja                                                      | 112,00                                                       | 4                                                            | 1T2z 3 4                                                     | 7                                                            | 20                                                           | 4                                                            | 6,716                                                        |
| 8                                                                                       | Alexander Megos                                              | Niemcy                                                       | 448,00                                                       | 7                                                            | 0T1z 0 1                                                     | 8                                                            | 0                                                            | 8                                                            | 7,570                                                        |
| Miejsca i wyniki uzyskane w eliminacjach do fazy ścisłego finału (wyniki 2. rundy)      |                                                              |                                                              |                                                              |                                                              |                                                              |                                                              |                                                              |                                                              |                                                              |
| 9                                                                                       | Ludovico Fossali                                             | Włochy                                                       | 800,00                                                       | 20                                                           | 0T0z 0 0                                                     | 20                                                           | 9                                                            | 2                                                            | 5,889                                                        |
| 10                                                                                      | Sean McColl                                                  | Kanada                                                       | 810,00                                                       | 15                                                           | 1T2z 2 3                                                     | 3                                                            | 34                                                           | 18                                                           | 8,354                                                        |
| 11                                                                                      | Yannick Flohé                                                | Niemcy                                                       | 896,00                                                       | 14                                                           | 1T3z 5 10                                                    | 4                                                            | 32+                                                          | 16                                                           | 7,396                                                        |
| 12                                                                                      | Nathaniel Coleman                                            | Stany Zjednoczone                                            | 960,00                                                       | 18                                                           | 1T3z 2 8                                                     | 8                                                            | 31+                                                          | 10                                                           | 7,024                                                        |
| 13                                                                                      | Rudolph Ruana                                                | Stany Zjednoczone                                            | 1296,00                                                      | 13                                                           | 0T3z 0 17                                                    | 6                                                            | 32+                                                          | 12                                                           | 7,277                                                        |
| 14                                                                                      | Michael Piccolruaz                                           | Włochy                                                       | 1365,00                                                      | 13                                                           | 1T3z 4 7                                                     | 15                                                           | 29+                                                          | 7                                                            | 6,655                                                        |
| 15                                                                                      | Keita Doha                                                   | Japonia                                                      | 1452,00                                                      | 11                                                           | 1T4z 6 8                                                     | 12                                                           | 30+                                                          | 11                                                           | 7,124                                                        |
| 16                                                                                      | Jernej Kruder                                                | Słowenia                                                     | 1638,00                                                      | 9                                                            | 2T3z 7 5                                                     | 14                                                           | 29+                                                          | 13                                                           | 7,295                                                        |
| 17                                                                                      | Jan Hojer                                                    | Niemcy                                                       | 2090,00                                                      | 10                                                           | 2T3z 12 6                                                    | 11                                                           | 30+                                                          | 19                                                           | 8,357                                                        |
| 18                                                                                      | Adam Ondra                                                   | Czechy                                                       | 2280,00                                                      | 6                                                            | 3T3z 1 2                                                     | 19                                                           | 10                                                           | 20                                                           | 9,000                                                        |
| 19                                                                                      | Stefano Ghisolfi                                             | Włochy                                                       | 2394,00                                                      | 19                                                           | 0T2z 0 4                                                     | 9                                                            | 31+                                                          | 14                                                           | 7,347                                                        |
| 20                                                                                      | Chon Jong-won                                                | Korea Południowa                                             | 2448,00                                                      | 16                                                           | 1T2z 2 4                                                     | 17                                                           | 25+                                                          | 9                                                            | 6,884                                                        |
| Miejsca i wyniki końcowe (iloczyn miejsc) uzyskane w eliminacjach (wyniki 1-szej rundy) |                                                              |                                                              |                                                              |                                                              |                                                              |                                                              |                                                              |                                                              |                                                              |
| 21                                                                                      | Kim Han-wool                                                 | Korea Południowa                                             | 10 106,25                                                    |                                                              |                                                              |                                                              |                                                              |                                                              |                                                              |
| 22                                                                                      | Jan Kříž                                                     | Czechy                                                       | 10 703,00                                                    |                                                              |                                                              |                                                              |                                                              |                                                              |                                                              |
| 23                                                                                      | Manuel Cornu                                                 | Francja                                                      | 14 280,00                                                    |                                                              |                                                              |                                                              |                                                              |                                                              |                                                              |
| 24                                                                                      | Sascha Lehmann                                               | Szwajcaria                                                   | 15 170,00                                                    |                                                              |                                                              |                                                              |                                                              |                                                              |                                                              |
| 25                                                                                      | William Bosi                                                 | Wielka Brytania                                              | 15 551,25                                                    |                                                              |                                                              |                                                              |                                                              |                                                              |                                                              |
| 26                                                                                      | Domen Škofic                                                 | Słowenia                                                     | 15 750,00                                                    |                                                              |                                                              |                                                              |                                                              |                                                              |                                                              |
| 27                                                                                      | Hannes Puman                                                 | Szwecja                                                      | 15 840,00                                                    |                                                              |                                                              |                                                              |                                                              |                                                              |                                                              |
| 28                                                                                      | Bassa Mawem                                                  | Francja                                                      | 19 099,50                                                    |                                                              |                                                              |                                                              |                                                              |                                                              |                                                              |
| 29                                                                                      | Carlos Granja                                                | Ekwador                                                      | 19 347,50                                                    |                                                              |                                                              |                                                              |                                                              |                                                              |                                                              |
| 30                                                                                      | Danyjił Bołdyrew                                             | Ukraina                                                      | 20 160,00                                                    |                                                              |                                                              |                                                              |                                                              |                                                              |                                                              |
| 31                                                                                      | Johan Brosler                                                | Stany Zjednoczone                                            | 20 320,00                                                    |                                                              |                                                              |                                                              |                                                              |                                                              |                                                              |
| 32                                                                                      | Tim Reuser                                                   | Holandia                                                     | 20 696,50                                                    |                                                              |                                                              |                                                              |                                                              |                                                              |                                                              |
| 33                                                                                      | Pan Yufei                                                    | Chiny                                                        | 21 080,00                                                    |                                                              |                                                              |                                                              |                                                              |                                                              |                                                              |
| 34                                                                                      | Nicolas Collin                                               | Belgia                                                       | 21 266,00                                                    |                                                              |                                                              |                                                              |                                                              |                                                              |                                                              |
| 35                                                                                      | Zhong Qixin                                                  | Chiny                                                        | 21 667,50                                                    |                                                              |                                                              |                                                              |                                                              |                                                              |                                                              |
| 36                                                                                      | Alberto Ginés López                                          | Hiszpania                                                    | 23 426,00                                                    |                                                              |                                                              |                                                              |                                                              |                                                              |                                                              |
| 37                                                                                      | Chan Cheung-Chi Shoji                                        | Hongkong                                                     | 25 056,00                                                    |                                                              |                                                              |                                                              |                                                              |                                                              |                                                              |
| 38                                                                                      | Sean Bailey                                                  | Stany Zjednoczone                                            | 28 728,00                                                    |                                                              |                                                              |                                                              |                                                              |                                                              |                                                              |
| 39                                                                                      | Nikolaj Iarilowiec                                           | Rosja                                                        | 30 442,50                                                    |                                                              |                                                              |                                                              |                                                              |                                                              |                                                              |
| 40                                                                                      | Marcello Bombardi                                            | Włochy                                                       | 33 264,00                                                    |                                                              |                                                              |                                                              |                                                              |                                                              |                                                              |
| Miejsce i wynik końcowy (iloczyn miejsc) uzyskany w eliminacjach przez Polka            |                                                              |                                                              |                                                              |                                                              |                                                              |                                                              |                                                              |                                                              |                                                              |
| 49                                                                                      | Marcin Dzieński                                              | Polska                                                       | 49 572,00                                                    |                                                              |                                                              |                                                              |                                                              |                                                              |                                                              |
| Miejsce i wynik końcowy ostatniego sklasyfikowanego wspinacza                           |                                                              |                                                              |                                                              |                                                              |                                                              |                                                              |                                                              |                                                              |                                                              |
| 83                                                                                      | Javier Iván Molina                                           | Meksyk                                                       | 554 730,00                                                   |                                                              |                                                              |                                                              |                                                              |                                                              |                                                              |